# Der lustige Krieg
Personnages
- Violetta, comtesse Lomelli (soprano)
- Umberto Spinola, colonel (ténor)
- Artemisia, comtesse de Massa-Carrara (alto)
- Marquis Sebastiano (ténor-bouffon)
- Else Groot (soubrette)
- Balthasar Groot, son époux, marchand de tulipes en Hollande (ténor-bouffon)
- Riccardo Durazzo (baryton)
- Fortunato Franchetti (baryton-basse)
- Carlo Spinzi (basse)
- Biffi (ténor)
- Pamfilio (baryton)
- Trois dames (soprano, mezzosoprano et alto)
- Deux commissaires (ténor et basse)
- Colonel van Scheelen (parlé)

Airs
- Kommen und geh’n, ohne zu seh’n
- Nur für Natur
- Das Signal ruft zum Streit, gäb es Kampf, welche Freud
- Mag um Ruhm und Ehr keinen neiden … Süße Friedensglocken, Himmelsmelodie.

Der lustige Krieg (en français La Guerre joyeuse) est une opérette de Johann Strauss II sur un livret de Camillo Walzel et Richard Genée.
 (décembre 2023).
Si vous disposez d'ouvrages ou d'articles de référence ou si vous connaissez des sites web de qualité traitant du thème abordé ici, merci de compléter l'article en donnant les références utiles à sa vérifiabilité et en les liant à la section « Notes et références ».

## Argument
Deux principautés italiennes près de Gênes vers 1720.

### Premier acte
Camp des troupes génoises devant Massa-Carrara
Les principautés de Gênes et Massa-Carrara se sont déclaré la guerre pour une bagatelle. Mais aucun des deux partis ne veut s'engager le premier. Par conséquent, les troupes du camp s'ennuient et passent la plupart de leur temps à chanter et à boire. Mais cela se termine lorsque quelques soldats de l'armée génoise enlèvent des femmes et le marquis Sebastiano de la principauté hostile.
Le marquis est un grand nerveux qui ne peut pas garder un secret pour lui. Assez insouciant, il raconte à Umberto Spinola, le chef des troupes génoises, que son oncle, le prince au pouvoir de Massa-Carrara, a mis en place une armée de femmes guerrières. La commandante est la jeune comtesse veuve Violetta Lomelli. Elle était promise par son oncle comme future épouse au duc de Limbourg. En remerciement, le duc enverrait ses troupes pour les renforcer. Malheureusement, le duc lui-même est indispensable, c'est pourquoi un mariage à distance doit être organisé, au cours duquel le colonel limbourgeois van Scheelen représente l'époux. Mais le marquis ignore une chose : Umberto Spinola a intercepté von Scheelen, avec un Hollandais nommé Balthasar Groot, qui prétend que non seulement ses tulipes ont été volées, mais aussi sa femme Else.
Violetta, la cheffe des troupes de Massa-Carrara, s'est également faufilée dans le camp ennemi, déguisée en simple femme de fermier, pour sonder la situation. Elle demande un laissez-passer à Umberto Spinola. Avec beaucoup de charme elle réussit à rendre le commandant en chef éperdument amoureux d'elle et à exaucer son souhait.
Violetta découvre le marquis Sebastiano parmi les prisonniers. Elle se faufile vers lui pour délivrer un message. La conversation est entendue par le colonel Spinola. Il découvre qui est vraiment la femme du fermier. Aussitôt il décide de renverser la situation et aussi de tromper la comtesse. Il s'approche d'elle et déclare qu'il connaît sa véritable identité. Il ne l'attendait que parce qu'il était l'ambassadeur du duc de Limbourg et avait pour tâche de le représenter au mariage. Après avoir pu montrer la procuration appropriée, Violetta accepte. Ensemble, ils se rendent au château de Malaspina à proximité, où la cérémonie de mariage aura lieu dans la chapelle.

### Deuxième acte
Un salon dans le château
Artemisia, l'épouse du prince de Massa-Carrara, a invité quelques nobles dames au château pour un café. Soudain le marquis libéré vient. Il rapporte avec enthousiasme que la comtesse Violetta est entre les mains de l'ennemi. Mais lui-même a aussi fait prisonnier quelqu'un : Else, la femme d'un producteur de tulipes hollandais. Elle se plaint d'avoir été séparée de force de son mari, mais Artemisia pense qu'elle est une menteuse.
De manière tout à fait surprenante, Violetta arrive maintenant, accompagnée d'Umberto Spinola et du producteur de tulipes. Umberto prétend en plaisantant que ce dernier est le duc de Limbourg. Else n'arrive pas à croire que son mari puisse supporter quelque chose comme ça et lui dit d'arrêter cette comédie immédiatement. Artemisia n'a pas échappé aux querelles entre les deux. Elle croit qu'Else est la maîtresse du duc de Limbourg, avec qui il trompe sa femme Violetta. Elle demande donc au «duc» de se retirer dans la chambre avec sa femme, mais ce souhait n'est pas exaucé. Après une certaine confusion, Else se réconcilie avec son mari, et Umberto avoue à Violetta qu'il l'aime.

### Troisième acte
Une salle du château
Derrière le mariage symbolique, Violetta et Umberto se marie légitimement. Quand la nouvelle arrive que la casus belli a disparu, le couple est heureux de ne plus avoir à être ennemis. Ils en sont venus à s'aimer et sont reconnaissants d'avoir été mariés l'un à l'autre. Tout le monde applaudit la fin de la guerre et le couple.

## Orchestration
| Instrumentation de Gasparone                   |
| Bois                                           |
| 2 flûtes, 2 clarinettes, 2 hautbois, 2 bassons |
| Cuivres                                        |
| 4 cors, 2 trompettes, 3 trombones              |
| Percussions                                    |
| Timbales                                       |
| Instrument à cordes pincées                    |
| 1 harpe, 1 célesta                             |

## Musique
Der lustige Krieg est l'une de ses œuvres les plus fréquemment jouées du vivant de Johann Strauss, et à juste titre, car il y a répandu certaines de ses plus belles idées musicales. Après la première, l'opérette est interprétée pendant 69 soirées de suite. Des œuvres indépendantes du compositeur sont ensuite créées à partir des motifs de cette opérette, marqués dans son catalogue raisonné des opus numéros 397 à 405 et 407 :
- Der lustige Krieg, marche, opus 397
- Frisch ins Feld, marche, opus 398
- Was sich liebt, neckt sich, polka francaise, opus 399
- Kuß-Walzer, opus 400
- Der Klügere gibt nach, polka Mazurka, opus 401
- Quadrille, opus 402
- Entweder - oder, Schnellpolka, opus 403
- Violetta, polka francaise, opus 404
- Nord und Süd, polka Mazurka, opus 405
- Italienischer Walzer, opus 407

Lors de la première, Caroline Finaly interprète Violetta, Rosa Streitmann Artemisia, Alexander Girardi le marquis Sebastiano.